# Keystone Studios

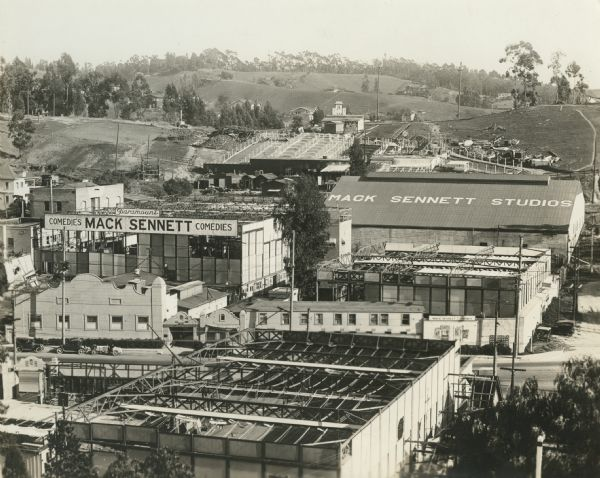
De filmstudio in 1917

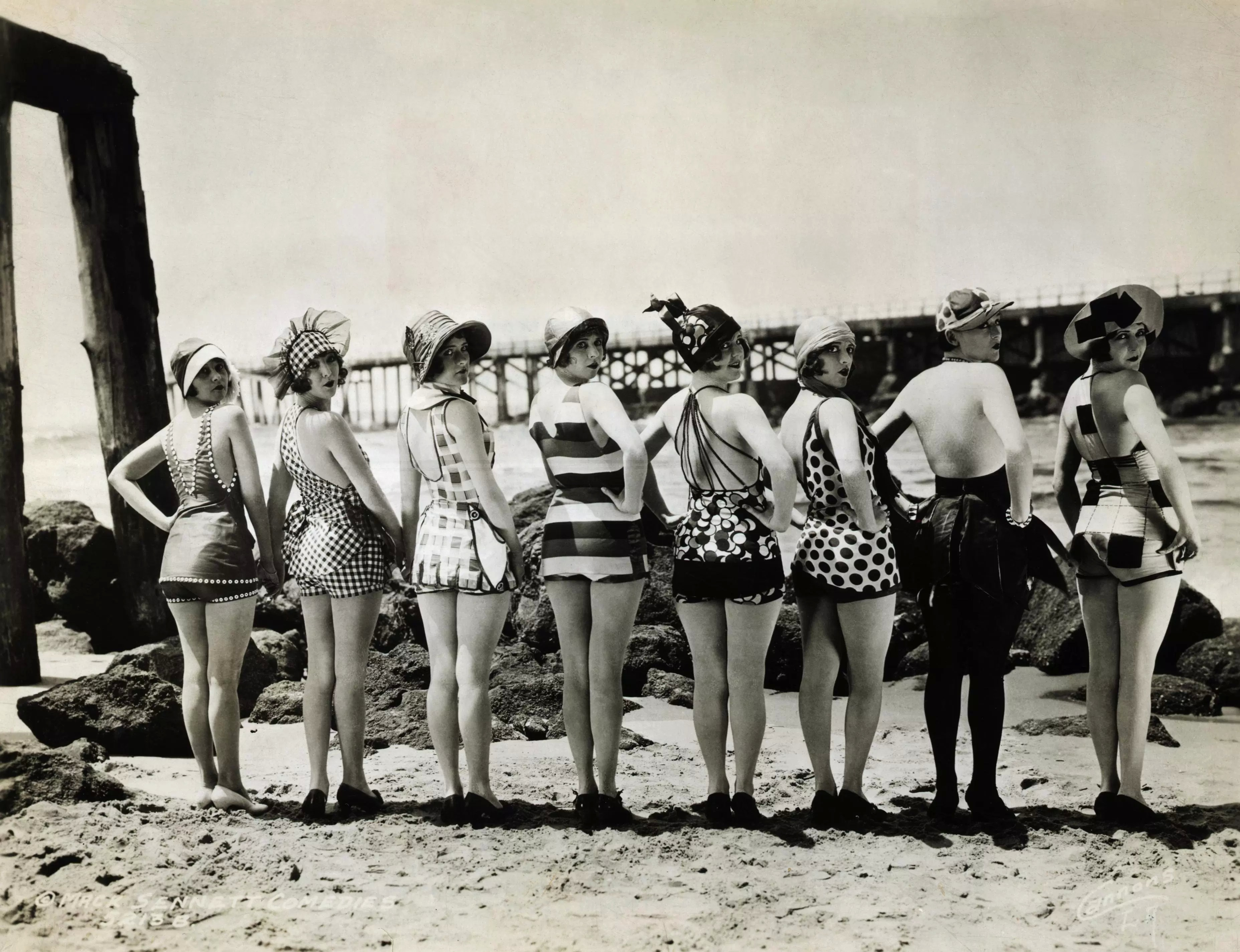
De "Sennett Bathing Beauties"

Keystone Studios was een Amerikaanse filmstudio in Edendale (Los Angeles).
De filmstudio werd opgericht op 4 juli 1912 door Mack Sennett (1880-1960) als de Keystone Pictures Studio, met de steun van acteur-schrijver Adam Kessel (1866-1946) en Charles O. Baumann (1874-1931), eigenaars van de New York Motion Picture Company (gesticht in 1909). Er werd gefilmd in Glendale en Silver Lake en de films werden gedistribueerd via de Mutual Film Corporation tussen 1912 en 1915.
De studio is misschien het meest bekend door de slapstickfilms en de creatie door Sennett van The Keystone Cops in 1912 en de Sennett Bathing Beauties in 1915. De vaudevilleartiest Charlie Chaplin begon er zijn carrière in de stomme films van Sennett. Nog andere bekende acteurs begonnen hun carrière bij Keystone, zoals Marie Dressler, Harold Lloyd, Mabel Normand, Roscoe Arbuckle, Gloria Swanson, Louise Fazenda, Raymond Griffith, Ford Sterling, Ben Turpin, Harry Langdon, Al St. John en Chester Conklin. 
In 1915 werd de filmstudio een autonoom werkend onderdeel van de Triangle Film Corporation met D.W. Griffith en Thomas H. Ince. In 1917 verliet Sennett de studio en begon zijn eigen onafhankelijke filmmaatschappij, en zijn films werden gedistribueerd door Paramount Pictures. Na zijn vertrek ging de filmproductie in dalende lijn voor de filmstudio en in 1935 werd de studio gesloten na faillissement. Een groot deel van de studioverlichting en –inrichting werd opgekocht door Reymond King, die de "Award Cinema Movie Equipment"-company oprichtte in Venice (Californië) in november 1935.